# Ľubomír Sekeráš
Ľubomír Sekeráš (* 18. listopadu 1968, Trenčín) je bývalý slovenský hokejový obránce, dlouholetý reprezentant, známý tvrdou střelou od modré čáry. Naposledy pravidelně nastupoval za Duklu Trenčín.

## Hráčská kariéra
Ľubomír Sekeráš je odchovancem Dukly Trenčín. Ve svém mateřském klubu odehrál několik úspěšných sezón, později hrál pět sezón v českém Třinci a po úspěšném MS 2000 ho angažoval jako 32letého klub NHL Minnesota Wild. Stal se tak nejstarším slovenským nováčkem v historii soutěže. V mužstvu odehrál tři sezóny, v té poslední se s klubem probojoval až do semifinále play-off. Před sezónou 2003/04 uzavřel kontrakt s ruským superligovým mužstvem Lokomotiv Jaroslavl, po 15 zápasech přestoupil do švédského Södertälje SK, v závěru sezóny ještě odehrál 4 utkání NHL v dresu Dallas Stars. Sezónu 2005/06 začal v mateřském klubu HK Dukla Trenčín, ale brzy přestoupil do týmu druhé nejvyšší švédské soutěže Malmö Redhawks, kde se setkal s krajanem Róbertem Tomíkem. Klubu pomohli k postupu do Svenska hockeyligan. Další ročník začali oba v českém Zlíně, v polovině října posílili Malmö Redhawks. Před ročníkem 2007/08 se Sekeráš po sedmi letech vrátil do Třince, kde podepsal roční kontrakt s opcí na další. Pro sezónu 2009/10 se opět vrátil do Dukly Trenčín, kde po ročníku 2010/11 ukončil profesionální kariéru. V sezóně 2013/14 nastoupil ke 4 zápasům za třetiligový slovenský klub MHK Dubnica nad Váhom. Roku 2019 klub HC Oceláři Třinec slavnostně vyřadil dres se Sekerášovým číslem 77.

## Ocenění a úspěchy
- 1995 MS-B – All-Star Tým
- 1995 MS-B – Nejlepší obránce
- 1995 MS-B – Nejproduktivnější obránce
- 1996 ČHL – Nejlepší střelec mezi obránci
- 1997 ČHL – Nejlepší střelec mezi obránci
- 1998 ČHL – Nejlepší nahrávač mezi obránci
- 1998 ČHL – Nejproduktivnější obránce
- 2006 Postup s týmem Malmö Redhawks do SEL

## Prvenství

### ČHL
- Debut – 8. září 1995 (HC Pojišťovna IB Pardubice proti HC Železárny Třinec)
- První gól – 8. září 1995 (HC Pojišťovna IB Pardubice proti HC Železárny Třinec, českému brankáři Radovanu Bieglovi)
- První asistence – 22.- září 1995 (HC Sparta Praha proti HC Železárny Třinec)
- První hattrick – 9. října 1997 (HC Becherovka Karlovy Vary proti HC Železárny Třinec)

### NHL
- Debut – 6. října 2000 (Mighty Ducks of Anaheim proti Minnesota Wild)
- První gól – 15. října 2000 (Minnesota Wild proti Edmonton Oilers, kanadskému brankáři Joaquin Gage)
- První asistence – 20. října 2000 (Minnesota Wild proti San Jose Sharks)

## Klubová statistika
| Sezóna        | Klub                  | Soutěž        |     | Základní část | Základní část | Základní část | Základní část | Základní část |   | Play off | Play off | Play off | Play off | Play off |
| Sezóna        | Klub                  | Soutěž        | Z   | G             | A             | B             | TM            | Z             | G | A        | B        | TM       |          |          |
| 1987–88       | ASVŠ Dukla Trenčín    | ČSHL          | 9   | 0             | 0             | 0             | —             | —             | — | —        | —        | —        |          |          |
| 1988–89       | ASVŠ Dukla Trenčín    | ČSHL          | 16  | 2             | 5             | 7             | 22            | 11            | 0 | 4        | 4        | 0        |          |          |
| 1989–90       | ASVŠ Dukla Trenčín    | ČSHL          | 44  | 6             | 8             | 14            | —             | 9             | 0 | 2        | 2        | —        |          |          |
| 1990–91       | ASVŠ Dukla Trenčín    | ČSHL          | 52  | 6             | 16            | 22            | 26            | 6             | 0 | 1        | 1        | 0        |          |          |
| 1991–92       | ASVŠ Dukla Trenčín    | ČSHL          | 32  | 2             | 6             | 8             | 32            | 13            | 1 | 1        | 2        | 0        |          |          |
| 1992–93       | ASVŠ Dukla Trenčín    | ČSHL          | 40  | 5             | 19            | 24            | 48            | 11            | 4 | 9        | 13       | 0        |          |          |
| 1993–94       | Dukla Trenčín         | SHL           | 36  | 9             | 12            | 21            | 46            | 9             | 2 | 4        | 6        | 10       |          |          |
| 1994–95       | Dukla Trenčín         | SHL           | 36  | 11            | 11            | 22            | 24            | 9             | 2 | 7        | 9        | 8        |          |          |
| 1995–96       | HC Železárny Třinec   | ČHL           | 40  | 11            | 13            | 24            | 44            | 3             | 0 | 0        | 0        | 0        |          |          |
| 1996–97       | HC Železárny Třinec   | ČHL           | 51  | 14            | 20            | 34            | 54            | 4             | 1 | 0        | 1        | 2        |          |          |
| 1997–98       | HC Železárny Třinec   | ČHL           | 44  | 9             | 30            | 39            | 34            | 13            | 2 | 10       | 12       | 4        |          |          |
| 1998–99       | HC Železárny Třinec   | ČHL           | 50  | 8             | 15            | 23            | 38            | 10            | 2 | 6        | 8        | 6        |          |          |
| 1999–00       | HC Oceláři Třinec     | ČHL           | 52  | 7             | 24            | 31            | 42            | 4             | 0 | 2        | 2        | 2        |          |          |
| 2000–01       | Minnesota Wild        | NHL           | 80  | 11            | 23            | 34            | 52            | —             | — | —        | —        | —        |          |          |
| 2001–02       | Minnesota Wild        | NHL           | 69  | 4             | 20            | 24            | 38            | —             | — | —        | —        | —        |          |          |
| 2002–03       | Minnesota Wild        | NHL           | 60  | 2             | 9             | 11            | 30            | 15            | 1 | 1        | 2        | 6        |          |          |
| 2003–04       | Lokomotiv Jaroslavl   | RSL           | 15  | 0             | 3             | 3             | 6             | —             | — | —        | —        | —        |          |          |
| 2003–04       | Södertälje SK         | SEL           | 33  | 4             | 13            | 17            | 30            | —             | — | —        | —        | —        |          |          |
| 2003–04       | Dallas Stars          | NHL           | 4   | 1             | 1             | 2             | 2             | —             | — | —        | —        | —        |          |          |
| 2004–05       | Nürnberg Ice Tigers   | DEL           | 52  | 4             | 27            | 31            | 48            | 6             | 0 | 1        | 1        | 4        |          |          |
| 2005–06       | Dukla Trenčín         | SHL           | 12  | 0             | 4             | 4             | 12            | —             | — | —        | —        | —        |          |          |
| 2005–06       | Malmö Redhawks        | Allsv         | 35  | 3             | 16            | 19            | 20            | 9             | 0 | 2        | 2        | 8        |          |          |
| 2006–07       | HC Hamé Zlín          | ČHL           | 12  | 1             | 0             | 1             | 30            | —             | — | —        | —        | —        |          |          |
| 2006–07       | Malmö Redhawks        | SEL           | 23  | 3             | 10            | 13            | 28            | —             | — | —        | —        | —        |          |          |
| 2007–08       | HC Oceláři Třinec     | ČHL           | 46  | 7             | 12            | 19            | 36            | 8             | 1 | 0        | 1        | 10       |          |          |
| 2008–09       | HC Oceláři Třinec     | ČHL           | 48  | 6             | 10            | 16            | 22            | 5             | 1 | 0        | 1        | 4        |          |          |
| 2009–10       | Dukla Trenčín         | SHL           | 47  | 4             | 30            | 34            | 42            | —             | — | —        | —        | —        |          |          |
| 2010–11       | Dukla Trenčín         | SHL           | 40  | 1             | 3             | 4             | 28            | 11            | 2 | 4        | 6        | 8        |          |          |
| 2013–14       | MHK Dubnica nad Váhom | 2.SHL         | 4   | 0             | 0             | 0             | 0             | —             | — | —        | —        | —        |          |          |
| Celkem v ČSHL | Celkem v ČSHL         | Celkem v ČSHL | 193 | 21            | 54            | 75            | —             | 50            | 5 | 17       | 22       | —        |          |          |
| Celkem v ČHL  | Celkem v ČHL          | Celkem v ČHL  | 344 | 63            | 124           | 187           | 300           | 47            | 7 | 18       | 25       | 28       |          |          |
| Celkem v NHL  | Celkem v NHL          | Celkem v NHL  | 213 | 18            | 53            | 71            | 122           | 15            | 1 | 1        | 2        | 6        |          |          |

## Reprezentace
Přispěl k premiérovému medailovému úspěchu pro Slovensko (stříbro) na Mistrovství světa 2000 v Petrohradě, které odehrál z části s otřesem mozku po zákroku Kanaďana Bertuzziho. S reprezentační kariérou se rozloučil v roce 2003, po tom, jak trenér František Hossa zdůvodnil jeho nenominování na světový šampionát: „Ľubo udělal mnoho pro slovenský hokej, ale tato sezóna mu nevyšla.“ Sekeráš by se mistrovství přesto nemohl zúčastnit, protože se s Minnesotou probojoval do semifinále Stanley Cupu.
| Rok                       | Tým                       | Soutěž                    | Z  | G | A  | B  | TM |
| ------------------------- | ------------------------- | ------------------------- | -- | - | -- | -- | -- |
| 1994                      | Slovensko                 | OH                        | 8  | 0 | 0  | 0  | 10 |
| 1994                      | Slovensko                 | MS-C                      | 6  | 0 | 3  | 3  | 4  |
| 1995                      | Slovensko                 | MS-B                      | 7  | 3 | 4  | 7  | 22 |
| 1996                      | Slovensko                 | MS                        | 5  | 2 | 0  | 2  | 4  |
| 1996                      | Slovensko                 | SP                        | 1  | 0 | 0  | 0  | 2  |
| 1997                      | Slovensko                 | MS                        | 8  | 0 | 3  | 3  | 8  |
| 1998                      | Slovensko                 | OH                        | 4  | 0 | 4  | 4  | 2  |
| 1998                      | Slovensko                 | MS                        | 6  | 0 | 0  | 0  | 16 |
| 1999                      | Slovensko                 | MS                        | 5  | 0 | 5  | 5  | 8  |
| 2000                      | Slovensko                 | MS                        | 7  | 2 | 4  | 6  | 6  |
| 2001                      | Slovensko                 | MS                        | 7  | 0 | 1  | 1  | 8  |
| Seniorská kariéra celkově | Seniorská kariéra celkově | Seniorská kariéra celkově | 51 | 4 | 17 | 21 | 64 |